# マーサ・サラザー
マーサ・エレナ・サラザー（Martha Elena Salazar、1970年2月2日 - ）は、アメリカ合衆国の元プロボクサーである。ニックネームはザ・シャドー（The Shadow）。メキシコ・ハリスコ州オコトラン生まれ、カリフォルニア州サンフランシスコ出身。ヒスパニック系では史上3人目、女子では2人目となるヘビー級世界王者である。

## 来歴
2001年3月25日、カリフォルニア州ヘイワードにてデビューし、デニス・キャラハンを判定で破る。
2003年3月1日、6戦目で初めてラスベガスのリングに上がるが、ヴォンダ・ウォードに1-2で敗れる。
5月24日、再起戦で初のKO勝利。
2003年6月11日、オハイオ州カントンにて初の世界挑戦としてウォードと再戦、しかし判定負け。
2004年3月18日、マーシャ・バレーに敗れ初の連敗。
10月16日、バレーとのダイレクトリマッチでWBE女子世界スーパーヘビー級王座が懸けられ、判定で初タイトル獲得となった。
2004年11月28日は、初の国外としてガイアナでパメラ・ロンドンを9回TKOで降しWIBF世界ヘビー級王座を奪取。
2007年2月10日、ヴォンダ・ウォードと3度目の対戦。この試合には新設されたWBC女子世界ヘビー級王座も懸けられたが、0-2の判定で敗れる。この試合を最後に一度引退。
2013年4月13日、6年ぶりの現役復帰戦としてSonya Lamonakisと対戦し判定勝利。
2014年11月8日、ウォード引退後空位となっていたWBC王座をTanzee Danielと争い、判定で勝利し王座獲得。
2016年3月18日、メキシコ・カンクンにてアレハンドラ・ヒメネス相手に初防衛戦を行うが、0-2判定で敗れ王座陥落。
2017年3月14日、現役引退。

## 戦績
- 18戦13勝3KO5敗

## 獲得タイトル
- WBE女子世界スーパーヘビー級王座
- WIBF世界ヘビー級王座
- WBC女子世界ヘビー級王座